# Kalauer

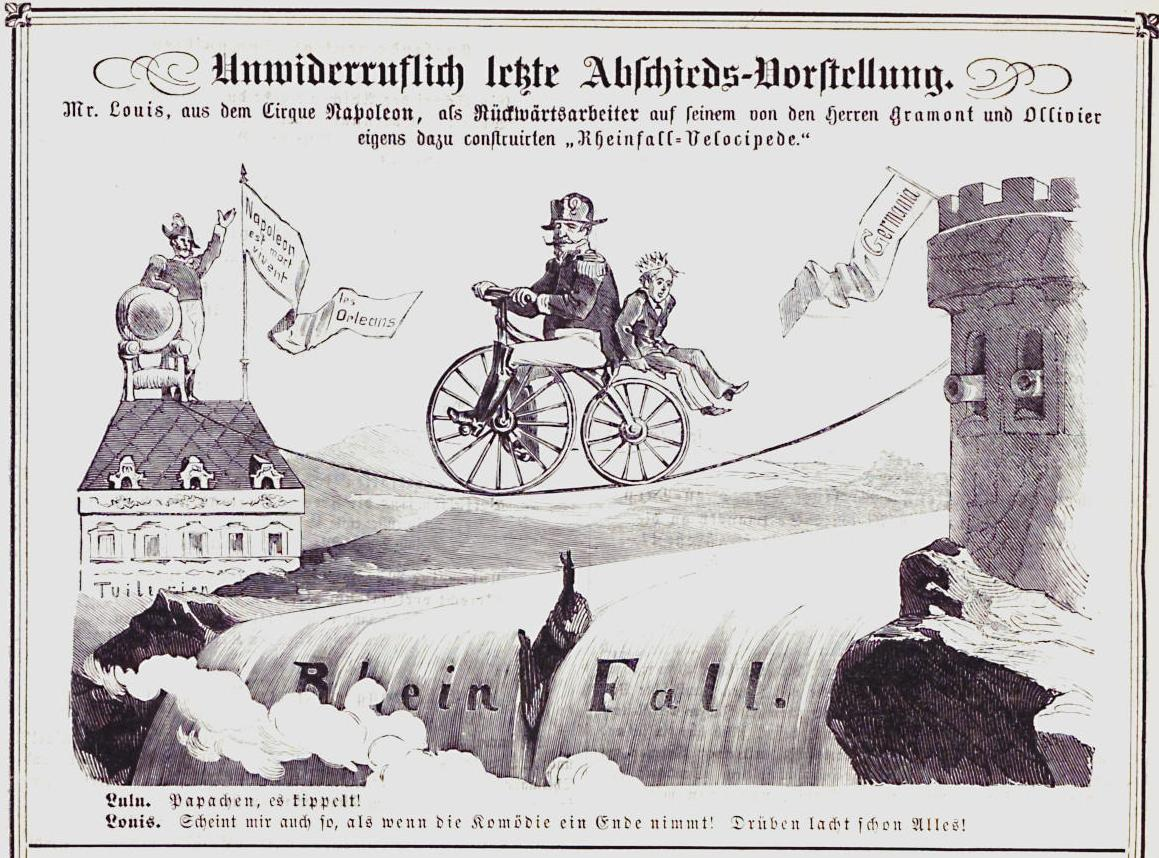
Lulu und Napoleon III. bei ihrer Abschiedsvorstellung. Der Rheinfall liegt allerdings in der Schweiz, gemeint ist hier, durch die auf dem „h“ liegende Wolke belegt, ein Reinfall. (Kladderadatsch, 7. August 1870)

Als Kalauer bezeichnet man ein einfaches, meist unsinniges Wortspiel mit Wörtern unterschiedlicher Bedeutung von gleichem Klang oder gleicher Schreibweise. Sie werden manchmal als Flachwitz oder Plattwitz bezeichnet, da bei Kalauern in der Regel eine eher geringe „Lustigkeit“ zumindest in Kauf genommen oder sogar ironisch eingesetzt wird.
Beispiel: „Warum sind die Buchstaben von A bis J so lustig?“ – „Weil sie auf das K lauern!“

## Herkunft
Zur Herkunft des Begriffs gibt es mehrere Überlegungen: Der gängigsten Theorie nach bezieht sich der Begriff auf die Stadt Calau (bis zu Anfang des 20. Jahrhunderts mit K, auch nach dem sorbischen Namen ‚Kalawa‘, geschrieben) in der brandenburgischen Niederlausitz und wurde von der Satirezeitschrift namens Kladderadatsch (erschienen 1848 bis 1944) in Rubriken wie Aus Kalau wird berichtet … berühmt gemacht. Die Stadt eröffnete 2011 einen Witzerundweg, der auf 25 Tafeln mit Kalauern durch die Innenstadt führt.
Einer anderen Theorie zufolge geht der Begriff auf das deutsche Volksbuch Der Pfaffe von Kalenberg von Philipp Frankfurter (1489) zurück:

„Eine neue Erklärung des Wortes Calembourg giebt H. Lorm […], indem er dasselbe auf den Kahlenberg bei Wien zurückführt: Der Kahlenberg hat gewissermaßen eine in alle Sprachen der Welt übergegangene Bedeutung. Wenige Leser mögen davon unterrichtet sein, daß die Bezeichnung „Calembourg“, die wohl von allen Völkern schon angenommen war, bevor sich der Deutsche den „Kalauer“ dafür ersonnen hatte, daß „Calembourg“ nichts Anderes ist als Kahlenberg. In der üppigsten Blüthezeit des Mittelalters wohnte ein lustiger Einsiedler auf dem Kahlenberg, fromm und ausgelassen, zugleich Pater und Hofnarr in einer Person, Neidhart, genannt der Fuchs. Er hatte es mit seinen Schwänken und Späßen hauptsächlich auf die Bauern abgesehen, die ihm ja allein in die Nähe kamen, weshalb er den bleibenden Beinamen „Bauernfeind“ sich mußte gefallen lassen. Seine Schelmenstreiche und witzigen Einfälle erzählte man sich in der ganzen Welt und nannte sie kurzweg Kahlenberg (Calembourg). Die französische Umgestaltung des Wortes rührte daher, daß schon damals unter allen Völkern die Franzosen am meisten für diese Art von Witz empfänglich waren.“

Das französische Wort calembour (Wortspiel, fauler Witz) kann jedoch auch auf einen gleichnamigen Pariser Apotheker oder – wahrscheinlicher – auf den Grafen Calemberg zurückgehen, dessen mangelhaftes Französisch am Hofe von Ludwig XV. häufige Verwechslungen zur Folge hatte.
Zu den deutschen Autoren, die auch wegen ihrer Kalauer Berühmtheit erlangten, gehören Robert Gernhardt („Bilden Sie doch mal einen Satz mit ‚Rudiment‘! Ach Lieschen, sei mal wieder froh, der Rudi ment es doch nicht so!“) und Heinz Erhardt.

## Sonstiges
Beim Radiosender Bayern 3 werden Scherzanrufe von Karl Auer gesendet, wobei dieser mit unterschiedlichsten Stellen (Behörden, Geschäfte, Hotlines usw.) Telefonate führt. Dabei bildet meist ein Wortspiel die Grundlage. Der Anrufer Karl Auer wird vom Comedian Markus Walsch gesprochen.
Die Cartoon-Kolumne des Zeichners Tetsche im Stern hatte den Titel Neues aus Kalau.
Auf YouTube gibt es Flachwitz-Challenges: Ein Spieler liest Flachwitze vor, sein Gegenüber hat den Mund mit Wasser gefüllt. Sollte das Gegenüber über den schlechten Witz lachen, führt dies zum Anprusten. Der YouTube-Kanal Bullshit TV erzeugte hiermit mehrere Millionen Aufrufe.

## Beispiele
Bei Flachwitzen / Kalauern gibt es verschiedene Gruppen/Kategorien:
Kurze Sätze mit Wendung
- Egal wie viele CDs du hast, Carl Benz hatte Mercedes.
- Egal wie dicht du bist, Goethe war Dichter.

Fragen/Antworten
- Von wem träumen Katzen? – Vom Muskelkater.
- Welches Getränk trinken Firmenchefs? – Leitungswasser.

Wortschöpfungen
- Was ist bunt und hüpft durch die Küche? Ein Fluchtsalat.
- Was liegt am Strand und redet undeutlich? Eine Nuschel.